# Özlem Saglanmak
Özlem Saglanmak (født 25. november 1980 på Nørrebro) er en dansk skuespiller, der oprindelig blev kendt, da hun lagde stemme til dukkefiguren den 12-årige Ali i voksen-julekalenderen Yallahrup Færgeby fra 2007. Hun har medvirket i en lang række danske teaterforestillinger, film og TV-serier.

## Liv og karriere
Özlem Saglanmak blev født på Nørrebro i København af forældre, der indvandrede fra Tyrkiet i begyndelsen af 1970'erne.
I 2006 afsluttede hun sin skuespilleruddannelse på Statens Teaterskole og har spillet i diverse teaterforestillinger, bl.a.
teaterudgaven af Midt om Natten,
Ulrich Seidls Fader Vor på Husets Teater (2006), Mungo Revy # 01 (2006),
Nordøst også på Husets Teater (2007),
og Julemanden.biz på Taastrup Teater (2007).
I 2012 spillede hun med i Børn er dumme på Teater Grob.
Derudover har hun medvirket i en række film og TV-serier fra Helle Ryslinges film Halalabad Blues i 2002 og Natasha Arthys film Fighter fra 2007, hvor Saglanmak ses som Jasmin til TV-serien Greyzone i 2018.
Julekalenderen Yallahrup Færgeby skabte en del debat, bl.a. pga. sproget, som Saglanmaks rolle Ali brugte.
Saglanmak blev inddraget i debatten, og hun forklarede: "Man skal ikke bevæge sig særlig langt væk, før der er et andet sprog og en anden virkelighed. Jeg er overbevist om, at der er unge mennesker, der bruger denne her jargon som i serien"
Hun er selv vokset op på Nørrebro. I 2019 medvirkede hun i tv-serien bedrag, som Sahar, der flirtede og studerede på CBS med Esben Smed, som havde hovedrollen i serien.

## Udmærkelser
I 2008 var Saglanmak ambassadør for Det europæiske år for interkulturelt dialog blandt andet sammen med forfatteren af Yallahrup Færgeby, Nanna Westh.
Som en af ti scenekunstnere modtog hun en talentpris ved Årets Reumert 2009. I 2017 var hun en af de tre nominerede til Årets Reumert som årets kvindelige ensemblerolle for sin optræden i forestillingen Sort vand på Betty Nansen Teatret.
Saglanmak modtog i 2021 en Robert-pris som årets kvindelige birolle for sit spil i filmen Shorta.

## Filmografi

### Film
| År   | Titel                    | Rolle     | Noter |
| ---- | ------------------------ | --------- | ----- |
| 2002 | Halalabad Blues          |           |       |
| 2007 | Fighter                  |           |       |
| 2010 | Alting bliver godt igen  |           |       |
| 2010 | Sandheden om mænd        |           |       |
| 2020 | Shorta                   | Abia      |       |
| 2023 | Højst besynderlige typer | Cecilie   |       |
| 2025 | Det andet offer          | Alexandra |       |

### TV
| År        | Titel                  | Rolle         | Noter       |
| --------- | ---------------------- | ------------- | ----------- |
| 2006-2008 | Anna Pihl              | Samira        | 10 episoder |
| 2007      | Yallahrup Færgeby      | Ali           | 24 episoder |
| 2012      | Forbrydelsen III       | Jordmoder     | 1 episode   |
| 2013      | Broen II               | Dharma        | 8 episoder  |
| 2014-2015 | Arvingerne             | Læge          | 1 episode   |
| 2016      | Ditte & Louise         | Teaterdanser  | 1 episode   |
| 2018      | Greyzone               | Marjan Rajavi | 10 episode  |
| 2019      | Bedrag                 | Sahar         | 6 episoder  |
| 2020      | Efterforskningen       | Tania         | 1 episode   |
| 2021      | Ambassadøren           | Ida           | 10 episoder |
| 2021      | Kometernes jul         | Agnete        | 5 episoder  |
| 2022      | Håber du kom godt hjem | Nadia         | 3 episoder  |
| 2022      | Borgen                 | Narciza Aydin | 7 episoder  |